# De Vuurmeesters
De Vuurmeesters zijn een Belgisch vuurcompagnie, met als thuisbasis Gent. 

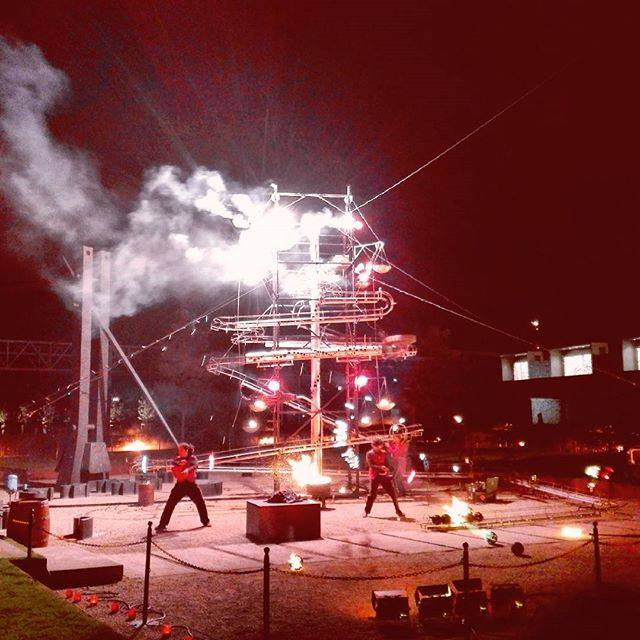
Mad rollercoaster spektakel tijdens 100 jaar Katoennatie in Kallo

 Hun kantoor is gevestigd in Gent, het werkatelier in Gent.
De Vuurmeesters vonden hun oorsprong in Gent tijdens de lente van 2008, met een groep van 11 vrienden.
De eerste twee publieke optredens, in 2008 en 2009, waren puur sfeerschepping met vuurkunstwerken. Het was pas naar aanloop van de derde publieke voorstellingen, de Gevleugelde Stad in Ieper, dat het eerste concept "Het Vuurdorp" vorm kreeg. De groep ging voor het eerst zelf op scène, als acteur en bediener van de installaties.
Het tweede concept, "De Vuurparade", werd dat jaar geboren, maar het waren ook de jaren van het experiment: coproducties en eenmalige voorstellingen schoten als paddenstoelen uit de grond tijdens de jaren 2010, 2011 en begin 2012.

## Realisaties
- Pure vuurspektakels in Antwerpen en Knokke
- Een opera op de Brugse reien
- De eerste Knikkerbaanshow
- Een ontvangstcomité
- De eerste cocktailbars
- lichttechnieken bij het vertelfestival Ola Palabra
- Vuurtechnieken op de filmsets van The Broken Circle Breakdown en Violet.

Sinds 2012 begon de groep met vaste concepten zoals:
- De Mad Coaster (de spectaculaire Knikkerbaanshow)
- Vuurlandschappen
- Het Cirqling Times-concept (een combinatie van water en vuur)

De groep evalueerde naar grotere evenementen zoals Flamboyant Knokke-Heist 2013 en het Lichtfront tijdens Gone West 2014.
Voor Lichtfront was er tot twee jaar voorbereidingstijd nodig. Men werkte met ongeveer 160 vrijwilligers.
Sinds 2008 ontwikkelde de groep tot een van de grote vuurcollectieven van Europa.
De laatste twee jaar zijn De Vuurmeesters zich meer gaan specialiseren in het creëren van vuurlandschappen op festivals.
Ondanks de jaren van magie en beweging is de essentie van de Vuurmeesters hetzelfde gebleven: zowel op scène, in de werkplaats als achter de computer, brandt dezelfde passie en leeft de kunst.
Elke Vuurmeester draagt bij tot de veelzijdigheid van de groep met een duidelijke visie voor de toekomst van magie, kwaliteit en veiligheid.

## Producties
- Vuurdorp (2009)
- Vuurparade (2009)
- Vuurdorp Royale (2009-2010)
- Sirene (co-productie Living Lines) (2010)
- Sol (een vuuropera over het leven van Copernicus) (2012)
- Mad Rollercoaster (2015)

## Galerij

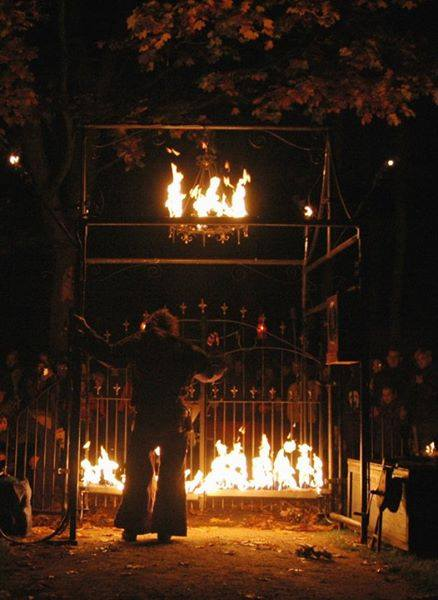
Vurige welkomspoort
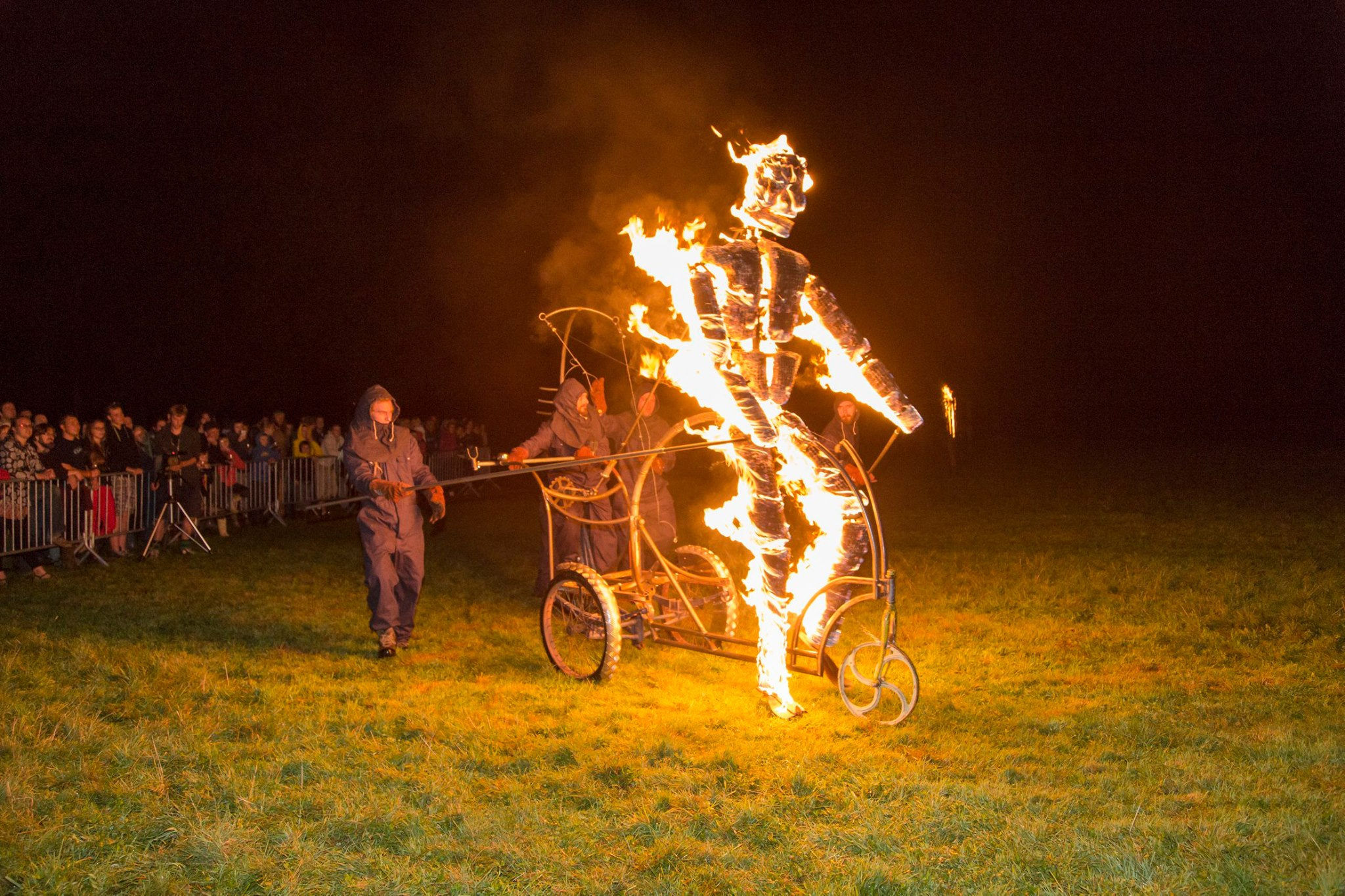
De Vuurreus die gebruikt werd tijdens Lichtfront 2014
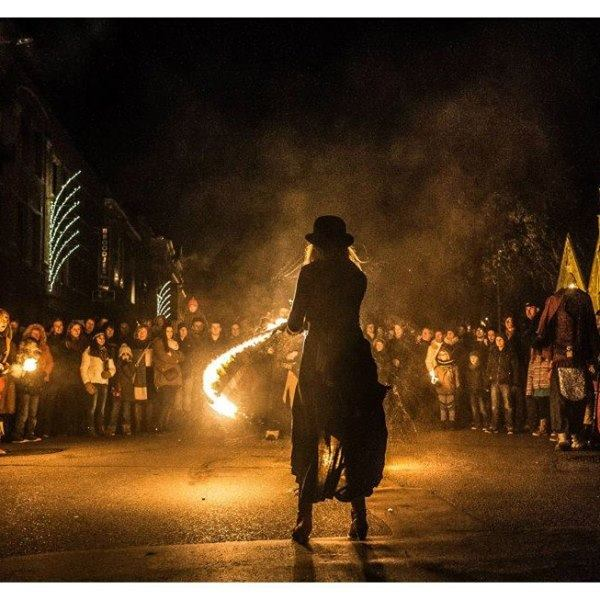
Springtouwscène tijdens de Vuurparade
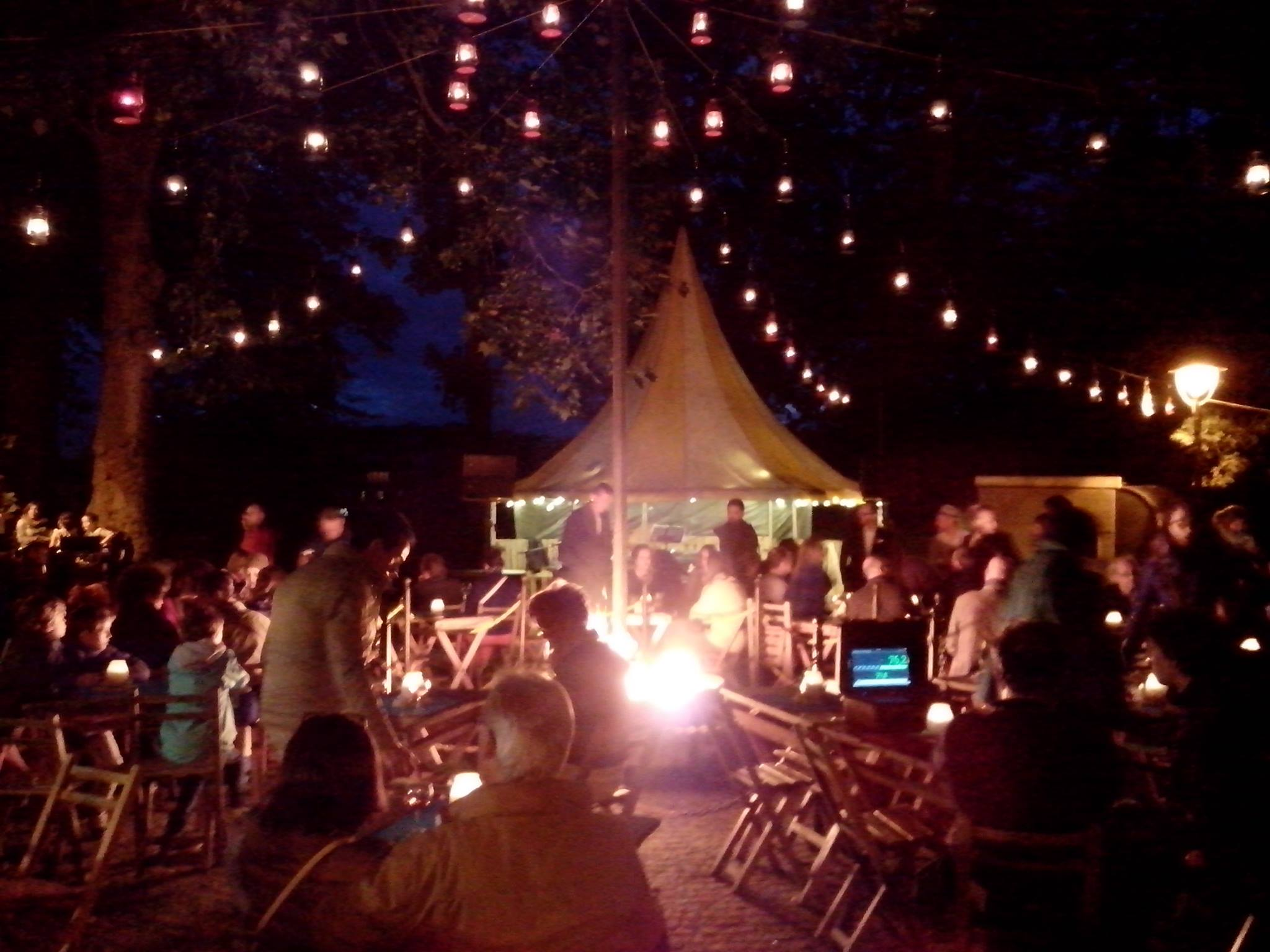
Winterse gezelligheid op het vuurterras tijdens Wintervonken te Brugge